# Mamerthes conosema
Mamerthes conosema là một loài bướm đêm trong họ Noctuidae.